# Age of Aquarius
Age of Aquarius è il secondo album del gruppo musicale power metal finlandese Revolution Renaissance.

## Tracce
Testi e musiche di Tolkki, Agra e Monsanto.
1. Age of Aquarius – 4:38
2. Sins of My Beloved – 5:28
3. Ixion's Wheel – 4:25
4. Behind The Mask – 2:54
5. Ghost of Fallen Grace – 4:45
6. Heart of All – 6:39
7. So She Wears Black – 7:11
8. Kyrie Eleison – 6:41
9. Into the Future – 5:00
10. So She Wears Black (Guitar Mix) – 7:20

## Formazione
- Timo Tolkki - chitarra
- Gus Monsanto - voce
- Justin Biggs - basso
- Bruno Agra - batteria
- Mike Khalilov - tastiere
- Magdalena Lee - voce